# Aulacorthum watanabei
Aulacorthum watanabei är en insektsart. Aulacorthum watanabei ingår i släktet Aulacorthum och familjen långrörsbladlöss. Inga underarter finns listade i Catalogue of Life.